# Wales flagga

Sankt Davids flagga

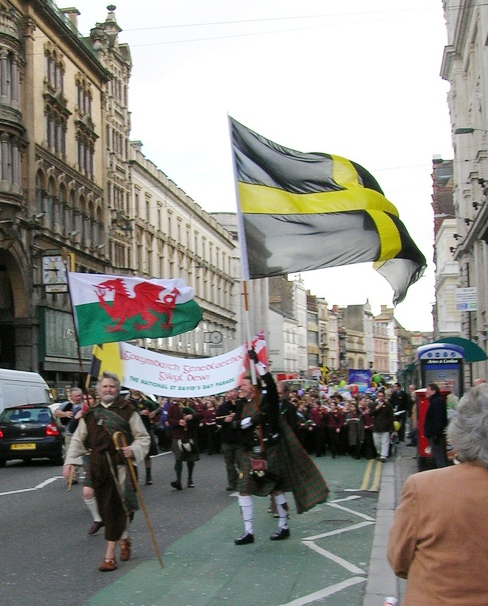
Drakflaggan och Sankt Davids flagga på Davidsdagen i Cardiff 2007

Wales flagga (Y Ddraig Goch ’den röda draken’) består av en röd drake (kymriska draig) mot grön och vit bakgrund. Flaggan blev officiell för Wales 1959, men den röda draken har associerats med Wales under många hundra år. I likhet med andra nationssymboler finns det många olika förklaringar vad gäller drakens ursprung, och utseendet är inte standardiserat. En teori är att romarna tog med sig draken under deras invasion av Storbritannien. Grön och vitt var livréfärger för kungaätten Tudor, vilken härstammade från Wales.
Henrik VII av England använde ett banér med draken vid Slaget vid Bosworth Field 1485. Efter det flyttades den till Sankt Paulskatedralen i London. Den röda draken blev erkänd som officiellt kännetecken för Wales 1801.
Flera städer i Wales använder en drake på sina flaggor, bland annat Cardiff, Wales huvudstad.
Sankt Davids flagga, svart med ett gult kors används för att fira David av Menevia på  St David's Day.